# 長町 (宮城県)
長町（ながまち）は、宮城県名取郡にあった町。現在の仙台市太白区・青葉区の一部にあたる。

## 地理
名取郡の北端、広瀬川の南側に位置していた。かつての奥州街道の67番目の宿場である長町宿があった。
仙台市に編入される直前の長町の人口は約1万人で、町制施行時から約5割ほど増えていた。仙台市が長町と原町を編入合併する構想は1918年（大正7年）からあったものの、名取郡役所が長町に設置されていたため、長町編入の構想は進まなかった。原町も同様である。郡制は1923年（大正12年）に廃止され、郡役所の監督がなくなった。これによって合併の交渉が進んだのだった。
- 河川：広瀬川
- 丘陵：八木山・大年寺山

## 沿革
- 1874年（明治7年）- 根岸村及び平岡村が合併し、長町村が発足する。根岸村は北長町、平岡村は南長町と呼ばれていた[3]。
- 1878年（明治11年）10月21日 - 行政区画として名取郡が発足し、郡役所が長町村に設置。
- 1889年（明治22年）4月1日 - 町村制施行に伴い、長町村・郡山村が合併して茂ヶ崎村（もがさきむら）が発足。村名の由来は大年寺山の別名である茂ヶ崎山から取られている[3]。
- 1915年（大正4年）2月1日 - 茂ヶ崎村が町制施行・改称して長町となる。
- 1928年（昭和3年）4月1日 - 宮城郡原町と共に仙台市に編入される。

## 行政
- 歴代茂ヶ崎村長

| 代 | 氏名       | 就任                       | 退任                     | 備考 |
| -- | ---------- | -------------------------- | ------------------------ | ---- |
| 1  | 大竹左右助 | 明治22年（1889年）4月1日   |                          |      |
| 2  | 小倉義助   | 明治22年（1889年）12月6日  |                          |      |
| 3  | 児玉実行   | 明治31年（1898年）8月15日  |                          |      |
| 4  | 熊田権五郎 | 明治33年（1900年）2月17日  |                          |      |
| 5  | 横浜慶昌   | 明治37年（1904年）8月      |                          |      |
| 6  | 高橋十平   | 明治37年（1904年）12月29日 |                          |      |
| 7  | 下田政     | 明治39年（1906年）8月25日  |                          |      |
| 8  | 斎藤順三郎 | 明治43年（1910年）9月28日  | 大正4年（1915年）1月31日 |      |

- 歴代長町町長

| 代 | 氏名       | 就任                      | 退任                     | 備考         |
| -- | ---------- | ------------------------- | ------------------------ | ------------ |
| 1  | 斎藤順三郎 | 大正4年（1915年）2月1日   |                          | 村長より留任 |
| 2  | 佐藤運七郎 | 大正9年（1920年）4月2日   |                          |              |
| 3  | 鳥海彦太郎 | 大正10年（1921年）2月17日 | 昭和3年（1928年）3月31日 |              |

## 交通
- 鉄道省 東北本線：長町駅
- 秋保電気軌道：長町駅